# 10 Batalion Celny

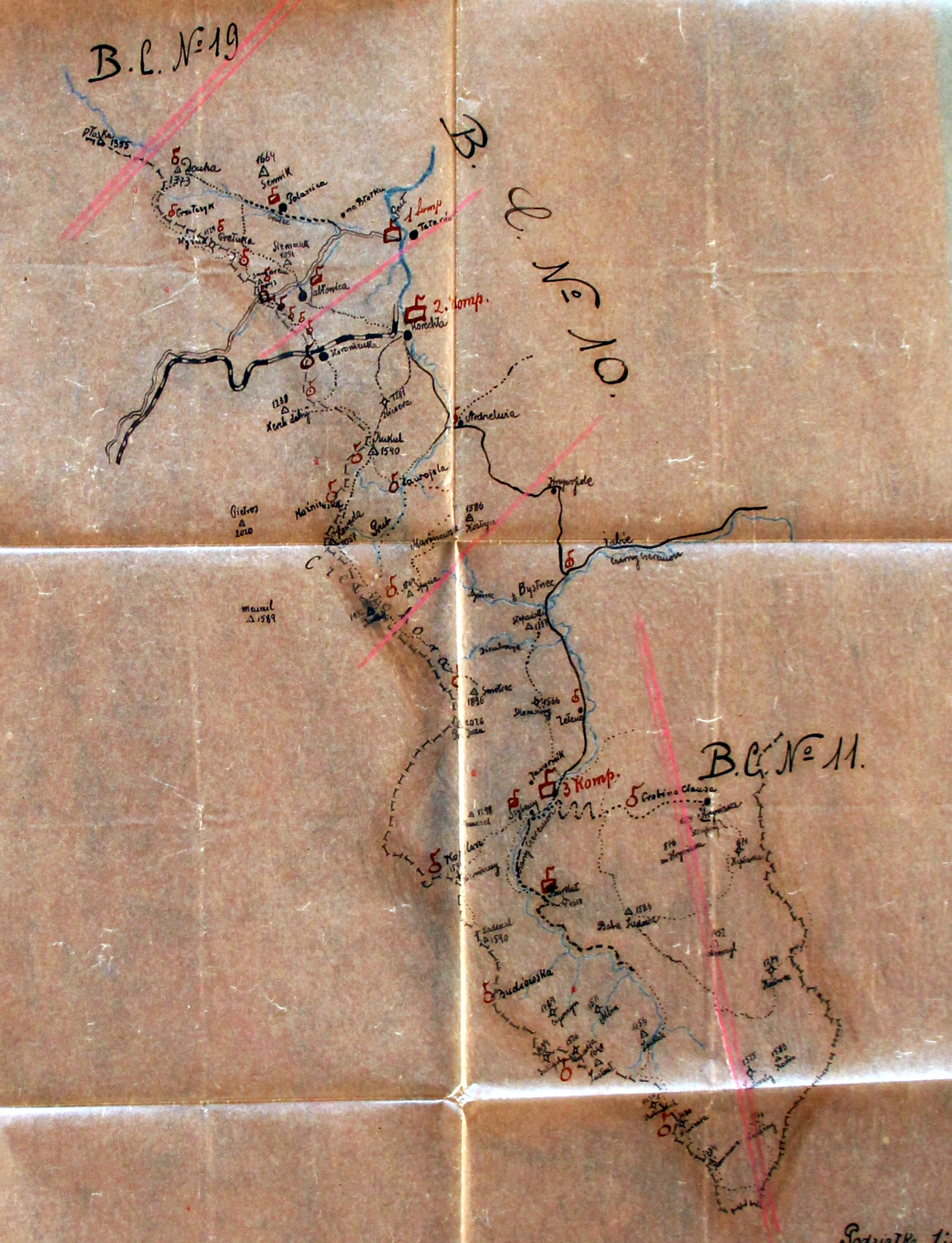
Szkic rozmieszczenia 10 batalionu celnego „Kołomyja”

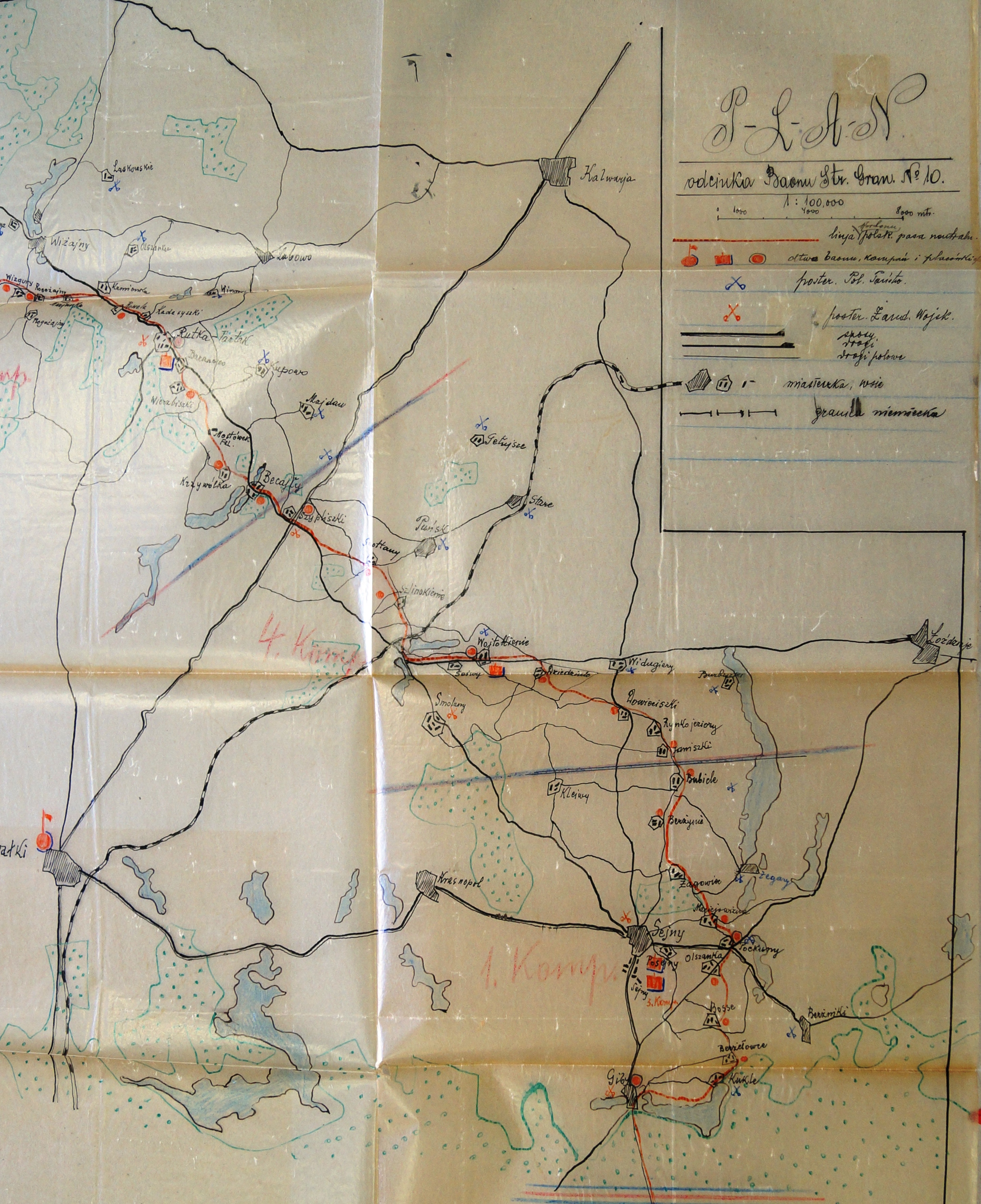
Szkic rozmieszczenia 10 batalionu celnego „Suwałki”

10 Batalion Celny – jednostka organizacyjna formacji granicznych II Rzeczypospolitej.

## Formowanie i zmiany organizacyjne
Na podstawie rozkazu Ministra Spraw Wojskowych nr 3046/Org z dnia 24 marca 1921 w miejsce batalionów wartowniczych i batalionów etapowych utworzone zostały bataliony celne. 10 batalion celny powstał w granicach DOG Lwów, a zorganizowano go na bazie 1/VI batalionu wartowniczego. Etat batalionu wynosił 14 oficerów i 600 szeregowych. Podlegał Komendzie Głównej Batalionów Celnych, a pod względem politycznym Ministrowi Spraw Wewnętrznych. Po sformowaniu stacjonował on na Pokuciu w tzw. worku pokuckim. Dowództwo rozmieszczono w Kołomyi. Od lipca 1921 ochraniał odcinek od szosy Wyszków-Bystra do Woronienki z dowództwem w Nadwornej. Batalion pełnił służbę na Pokuciu w fatalnych warunkach, m.in. ze względu na brak kwater i dróg dojazdowych.
Mimo że batalion był w całym tego słowa znaczeniu oddziałem wojskowym, nie wchodził on w skład pokojowego etatu armii. Uniemożliwiało to uzupełnianie z normalnego poboru rekruta. Ministerstwo Spraw Wojskowych zarówno przy ich formowaniu, jak i uzupełnianiu przydzielało mu często żołnierzy podlegających zwolnieniu, oficerów rezerwy oraz szeregowców i oficerów zakwalifikowanych przez dowództwa okręgów generalnych jako nie nadających się do dalszej służby wojskowej.
W listopadzie 1921 Ministerstwo Spraw Wewnętrznych postanowiło powołać brygady celne. 10 batalion celny znalazł się w strukturze 4 Brygady Celnej. 
Latem 1922 stacjonujący dowództwem w Kołomyi 10 batalion celny został zluzowany przez Straż Celną. Poszczególne odcinki granicy polsko-rumuńskiej przekazywał w dniach od 19 do 24 czerwca 1922. Po tym czasie wszystkie kompanie ześrodkowały się w Kołomyi, gdzie odtwarzały zdolność bojową.  W lipcu został przeznaczony do wzmocnienia granicy wschodniej i przegrupowany do Grodna do dyspozycji Wojewody Białostockiego . 
30 lipca 1922 batalion przybył do koszar augustowskich w Suwałkach, gdzie oczekiwał na dalsze rozkazy. Tuż po przybyciu doszło do poważnego rozdźwięku pomiędzy władzami wojewódzkimi a Dowództwem Odcinka Kordonowego „Grodno". Ostatecznie jednostka przejęła, odcinek 43 batalionu celnego czasowo ochraniany przez pododdziały 42 batalionu celnego. kompanie 10 baonu ulokowano na skróconym pododcinku kordonowym nr 3, a placówki obsadziły wyłącznie granicę polsko-litewską od wsi Wizgóry do Kukli. Początkowo 3 kompania batalionu obsadziła także odcinek kordonowy od Dworczyska do wsi Dąbrówka, jednak po zwolnieniu żołnierzy do rezerwy, oddział nie był w stanie zapewnić ochrony tego odcinka. Na początku września został on ponownie oddany do ochrony 42 batalionowi celnemu. 
1 sierpnia 1922 sztab stacjonował w Suwałkach.
Wykonując postanowienia uchwały Rady Ministrów z 23 maja 1922, Minister Spraw Wewnętrznych rozkazem z 9 listopada 1922 zmienił nazwę „Baony Celne” na „Straż Graniczna”. Wprowadził jednocześnie w formacji nową organizację wewnętrzną. 10 batalion celny przemianowany został na 10 batalion Straży Granicznej.

## Służba celna
Odcinek batalionowy podzielony był na cztery pododcinki, które obsadzały kompanie wystawiające posterunki i patrole. Posterunki wystawiano wzdłuż linii granicznej w taki sposób, by mogły się nawzajem widzieć w dzień. W tym zakresie batalion współpracował z posterunkami i patrolami Policji Państwowej. Współpraca polegała na tym, że te pierwsze wystawiały wzdłuż linii granicznej stale posterunki i patrole, natomiast policja tworzyła je w głębi strefy, poza linią graniczną. W zakresie ochrony granicy batalion podlegał staroście.
Stacjonując w Kołomyi 10 batalion ochraniał granicę polsko-rumuńską od Dołhy aż po koniec worka pokuckiego. Długość odcinka w linii prostej wynosiła około 130 km, a faktycznie około 200 km. Odcinek typowo górski. W rejonie odpowiedzialności batalionu leżały dwa miasteczka górskie: Delatyn i Kosów. W strefie przygranicznej leżały wioski: Polanica, Jabłonica, Worochta, Żabie. Teren pogranicza zamieszkiwali przede wszystkim Huculi i niewielki procent ludności żydowskiej. 
W kwietniu 1922 bataliony celne będące na terenie DOG Lwów otrzymały zadanie chronić w rejonie swojej odpowiedzialności wiadukty, mosty kolejowe i dworce. Zadanie taki otrzymał także 10 batalion celny w Kołomyi.
Stacjonujący w Suwałkach batalion 25 września otrzymał polecenie wydzielenia do dyspozycji Policji Państwowej dwóch obsług karabinów maszynowych. W związku z tym, że żołnierze mieli działać w strefie pasa neutralnego, otrzymali oni czapki policyjne. Ponadto do dyspozycji komendanta pododcinka suwalskiego policji w polskim pasie neutralnym wydzielono też z 2 kompanii celnej pododdział piechoty w składzie jeden podoficer i 30 szeregowców. 
W połowie listopada 1922, w związku z powstaniem w Rykaciejach, do dyspozycji Komendy Powiatowej Policji Państwowej w Suwałkach przydzielono 60 żołnierzy z 1 kompanii kpt. Mariana Podolskiego. Mieli oni wzmocnić siły policyjne na odcinku Lubowo-Jasionowo, na którym spodziewano się litewskiego ataku.  
W rejon Rutki Tartak, do wsi Baranowo przesunięto pozostałą część 1 kompanii pod dowództwem por. Andrzeja Messlina, natomiast w rejon wsi Becejły skierowano kompanię ckm jako odwód, a dowództwo batalionu dyslokowano do Szypliszek. Żołnierze do służby na terenie strefy zdemilitaryzowanej zostali przemundurowani w czapki policyjne.
Na przełomie 1922 i 1923 do dyspozycji Komendy Powiatowej Policji w Suwałkach przydzielonych zostało kolejnych 40 żołnierzy pod dowództwem ppor. Stanisława Wickiewicza. Ich zadaniem była obrona ludności na terenie polskiego pasa neutralnego przed atakami litewskich partyzantów.
Sąsiednie bataliony
- 12 batalion celny w Stryju ⇔ 11 batalion celny w Śniatyniu – VI 1921[22]
- 19 batalion celny ⇔ 11 batalion celny - 1922

## Kadra batalionu
Dowódcy batalionu
| stopień    | imię i nazwisko       | okres pełnienia służby | kolejne stanowisko |
| ---------- | --------------------- | ---------------------- | ------------------ |
| mjr piech. | Stanisław II Majewski | V 1921 – VIII 1922     |                    |

## Struktura organizacyjna
| Ordre de Bataille 10 batalionu celnego w Kołomyi na dzień 1 lipca 1921    | Ordre de Bataille 10 batalionu celnego w Kołomyi na dzień 1 lipca 1921 | Ordre de Bataille 10 batalionu celnego w Kołomyi na dzień 1 lipca 1921 | Ordre de Bataille 10 batalionu celnego w Kołomyi na dzień 1 lipca 1921 | Ordre de Bataille 10 batalionu celnego w Kołomyi na dzień 1 lipca 1921 |
| kompanie                                                                  | 1. Worochta                                                            | 2. Żabie                                                               | 3. Rafajłowa                                                           | 4. Szybeny                                                             |
| ------------------------------------------------------------------------- | ---------------------------------------------------------------------- | ---------------------------------------------------------------------- | ---------------------------------------------------------------------- | ---------------------------------------------------------------------- |
| dowódcy                                                                   | kpt. piech. Czesław Bereza                                             | por. piech. Mieczysław Zygmunt Widacki                                 | por. piech. Edmund Kolendowski                                         | por. piech. Andrzej Messlin                                            |
|                                                                           |                                                                        |                                                                        |                                                                        |                                                                        |
| placówki                                                                  | Jabłonica                                                              | Klewo Zawojela                                                         | Sewola                                                                 | Bystrzec                                                               |
| placówki                                                                  | Woronienka                                                             | Howerla                                                                | Rogoża                                                                 | Dzembronia                                                             |
| placówki                                                                  | Ardzieluża                                                             | Żabie Iłcia                                                            | Pautyr                                                                 | Szybeny                                                                |
| placówki                                                                  | Kukul                                                                  | Żabie Słupejka                                                         | Douha                                                                  | Burkut                                                                 |
| placówki                                                                  |                                                                        | Kukul Feraseul                                                         | Preuka                                                                 |                                                                        |
| Ordre de Bataille 10 batalionu celnego w Kołomyi na dzień 31 grudnia 1921 |                                                                        |                                                                        |                                                                        |                                                                        |
| kompanie                                                                  | 1. Zawojda                                                             | 2. Żabie                                                               | 3. Rafajłowa                                                           | 4. Szybeny                                                             |
| dowódcy                                                                   | kpt. Czesław Bereza                                                    | por. Mieczysław Widacki                                                | por. Florian Sokołowski                                                | por. Andrzej Messlin                                                   |
|                                                                           |                                                                        |                                                                        |                                                                        |                                                                        |
| placówki                                                                  | Zawojda                                                                |                                                                        | Dołżyńca                                                               | Burkut                                                                 |
| placówki                                                                  | Ardzieluża                                                             |                                                                        | Rafajłowa                                                              | Szybeny                                                                |
| placówki                                                                  | Worochta                                                               |                                                                        | Sabatule                                                               | Sokorylce                                                              |
| placówki                                                                  | Woronienka                                                             |                                                                        | Popunica                                                               | Dzembronia                                                             |
| placówki                                                                  | Kiczera                                                                |                                                                        | Jabłonica                                                              | Żełene                                                                 |
| placówki                                                                  |                                                                        |                                                                        | Średnia                                                                | Bystrzec                                                               |
| Ordre de Bataille 10 batalionu celnego w Kołomyi na dzień 1 czerwca 1922  |                                                                        |                                                                        |                                                                        |                                                                        |
| kompanie                                                                  | 1. Tatarów                                                             | 2. Worochta                                                            | 3. Szybeny                                                             | 4. Żabie Słupejka                                                      |
| dowódcy                                                                   | por. Andrzej Messlin                                                   | por. Mieczysław Widacki                                                | por. Leopold Ceratowski                                                | por. Józef Leszczyński                                                 |
|                                                                           |                                                                        |                                                                        |                                                                        |                                                                        |
| placówki                                                                  | Douha                                                                  | Berłaniuk                                                              | Żabie Iłcia                                                            | Żabie Słupejka                                                         |
| placówki                                                                  | Prutczyk                                                               | Woronienka                                                             | Żełeny                                                                 |                                                                        |
| placówki                                                                  | Prełuka Wyżna                                                          | Prypec                                                                 | Smotrycz                                                               |                                                                        |
| placówki                                                                  | Prełuka Niżna                                                          | Ardżeluża                                                              | Szczewink                                                              |                                                                        |
| placówki                                                                  | Sumarew                                                                | Kukul                                                                  | Kopilarz                                                               |                                                                        |
| placówki                                                                  | Jabłonica                                                              | Kóźnierska                                                             | Probina Klausa                                                         |                                                                        |
| placówki                                                                  | Wojczuk                                                                | Spyci                                                                  | Budjowska                                                              |                                                                        |
| placówki                                                                  | Szczerbiuk                                                             |                                                                        | Popadja                                                                |                                                                        |
| placówki                                                                  |                                                                        | Stawiszowa                                                             |                                                                        |                                                                        |